# The Wreckers (Oper)
The Wreckers (ursprünglicher französischer Titel: Les naufrageurs) ist eine Oper in drei Akten von Ethel Smyth (Musik) mit einem Libretto von H. B. Leforestier (= Henry Bennet Brewster). Sie wurde am 11. November 1906 in deutscher Sprache unter dem Titel Strandrecht am Neuen Theater in Leipzig uraufgeführt.

## Handlung
Die kursiv dargestellten Szenenangaben der folgenden Inhaltsangabe sind dem Klavierauszug entnommen.

### Kurzfassung
Erster Akt. Die Gemeinde eines Dorfs an der Küste von Cornwall lebt von der Plünderung gestrandeter Schiffe. Sie halten sich dazu für berechtigt und von Gott auserwählt, wie ihnen der Dorfschulze Pascoe versichert. Der Leuchtturmwächter Lawrence und seine Tochter Avis berichten von einem Signalfeuer, das die vorbeifahrenden Schiffe warne. Es müsse also einen Verräter geben. Pascoe ist mit der deutlich jüngeren Thirza verheiratet, die als Fremde von den Einheimischen verachtet wird. Sie hat einen heimlichen Geliebten, den jungen Fischer Mark, der ihretwegen seine Beziehung mit Avis beendet hat. Avis erkennt an kleinen Zeichen, wer ihre Rivalin ist. Thirza streitet heftig mit ihrem Mann, da sie die Strandräuberei entschieden ablehnt. Pascoe erschöpft dies so sehr, dass er keine Kraft mehr findet, in der folgenden Nacht an dieser Tätigkeit mitzuwirken. Avis verdächtigt ihn, der gesuchte Verräter zu sein.
Zweiter Akt. Avis sucht auf den Klippen mit Jack, dem Sohn des Wirts Tallan, nach dem Verräter. Jack schwärmt für Avis, und sie bedankt sich bei ihm mit einem Kuss. Mark beobachtet dies. Er ist gerade dabei, das Warnfeuer zu errichten, als Thirza erscheint und ihn vor den Dorfbewohnern warnt. Trotz der Gefahr entfachen sie das Feuer, bevor sie sich eilig entfernen. Dabei werden sie von Pascoe beobachtet, der erschüttert über den Verrat seiner Frau neben dem Feuer zusammenbricht. Die anderen finden ihn dort und halten ihn für den Schuldigen.
Dritter Akt. In einer Höhle halten die Dorfbewohner Gericht über Pascoe. Dieser schweigt, um seine Frau zu schützen. Thirza jedoch bekennt alles. Als Mark hinzukommt, gesteht auch dieser. Obwohl Avis ihm ein falsches Alibi verschaffen will, beharrt er auf seiner Aussage. Thirza und Mark werden zum Tod verurteilt. Sie sollen durch die einbrechende Flut in der Höhle ertrinken.

### Erster Akt
Ein Dorf in Kornwall auf einer Klippe über dem Meer. Im Hintergrund ein einfaches Gebäude, welches als Gotteshaus dient; links eine Schänke mit steinernen Banken und Tischen: rechts das Haus von Pasko; unweit dessen eine Tür, ein rauhes Gestell, worauf Netze hängen; auch ein altes, umgekehrtes Boot. Sämtliche Gebäude sind ohne Stockwerk und aus grauem Stein gebaut. Hinten Blick auf das Meer mit Leuchtturm, ganz am Ende der Bucht sichtbar.
Szene 1.  Es ist Sonntagnachmittag im Spätherbst. Die Kirchenglocken läuten. Die Gemeinde singt einen Choral über die Vergebung ihrer Sünden. Der Wirt Tallan und sein Sohn Jack haben die Abwesenheit des strengen Dorfschulzen Pascoe genutzt, um Wein auszuschenken. Die Gemeinde lebt vom Ausplündern gestrandeter Schiffe. Das gestatten ihnen das Strandrecht und ihr Glaube, sie seien ein von Gott zu diesem Zweck auserwähltes Volk. Etwaige Überlebende werden kurzerhand getötet. Da gerade ein Sturm aufzieht, freuen sich alle auf die zu erwartende Beute.
Szene 2. Pascoe kehrt unerwartet zurück und wirft der Gemeinde vor, mit ihrem Trinkgelage den Sabbat zu entheiligen. Der Herr werde sie deshalb strafen und die vorbeifahrenden Schiffe sicher an ihrer Küste vorbeileiten, sodass sie verhungern müssten. Alle sind zutiefst beschämt.
Szene 3. Der Leuchtturmwächter Lawrence und seine Tochter Avis erscheinen. Lawrence berichtet den Anwesenden, dass er hinter der Klippe ein Warnfeuer gefunden habe, das die Schiffe von der Küste fernhalte. Es gebe also einen Verräter unter ihnen. Dieses Feuer habe seine eigene Maßnahme, die Lampe des Leuchtturm nachts abzudunkeln, um die Schiffe fehlzuleiten, zunichtegemacht. Avis behauptet, den Namen des Verräters zu kennen. Lawrence und die anderen verlangen jedoch stichhaltige Beweise, bevor sie ihn nennen darf.
Szene 4. Pascoe gibt den anderen ein Zeichen, die Diskussion zu beenden, da seine Frau Thirza gerade gekommen ist und ihr Haus betritt. Sie gibt den Anwesenden ihre tiefe Verachtung deutlich zu erkennen. Die anderen eilen zum Gottesdienst in die Kapelle.
Szene 5. Avis fühlt sich von ihrem Geliebten, dem jungen Fischer Mark, vernachlässigt. Als sie ihn darauf anspricht (Song: „There’s a bough“), teilt er ihr mit, dass seine Liebe für sie erloschen sei. Ihre Vermutung, dass er eine bereits neue Geliebte habe, weist er zurück.
Szene 6. Nachdem Mark den anderen in die Kapelle gefolgt ist, lacht Avis bitter (Song: „The Rat“) und bricht in Tränen aus.
Szene 7. Thirza nähert sich, um ein Fischernetz zur Reparatur aufzuhängen. Weil sie dabei ein Lied von Mark trällert, erkennt Avis in ihr ihre Rivalin. Sie schreit kurz auf und lenkt so Thirzas Aufmerksamkeit auf sich. Um sich nichts anmerken zu lassen, trocknet sie schnell ihre Tränen. Thirza wendet sich wieder von ihr ab (Song: „Love! O thou lightening ray“).
Szene 8. Unbemerkt von den beiden ist Pascoe zurückgekehrt. Er ist verärgert darüber, dass Thirza am Sabbat arbeitet. Auch Avis bekommt Ärger, da sie eine goldene Kette trägt, was der Prediger als Sünde der Eitelkeit ansieht. Er entreißt ihr die Kette, um sie zu verkaufen und den Erlös für die Armen zu verwenden. Avis entgegnet wütend, dass es weitaus größere Sünden junger Frauen gebe, die mit älteren Männern verheiratet seien – eine Anspielung an Thirzas Untreue. Dann geht sie lachend zur Kapelle.
Szene 9. Es kommt zum Streit zwischen Thirza und ihrem Mann. Sie distanziert sich entschieden von seinem Glauben an die Rechtmäßigkeit der Strandräuberei. Wenn solche Menschen Gottes Auserwählte seien, wäre sie lieber eine Heidin. Pascoe versucht, sie zu besänftigen. Er rechtfertigt sich mit einem Auftrag Gottes (Song: „Mid barren rocks“). Als er sich ihr zärtlich zu nähern versucht, reißt sich Thirza los und eilt empört davon.
Szene 10. Pascoe zieht sich erschöpft auf eine Bank zurück, wo ihn die aus der Kirche kommende Gemeinde umringt und feiert. Lawrence weist ihn auf den aufziehenden Nebel hin. Es werde in der folgenden Nacht viel Arbeit geben. Pascoe möchte jedoch nur noch in Ruhe gelassen werden. In einer Art Vision erscheint ihm die untergehende Sonne wie eine Feuersäule, die ihnen den Weg weisen soll.
Szene 11. Avis hetzt die Gemeinde gegen Pascoe auf, den sie des Verrats bezichtigt. Lawrence, Tallan und Lawrences Schwager Harvey finden sein Verhalten in der Tat verdächtig. Sie beschließen, Pascoe zu beobachten, um das Warnfeuer zu finden und Beweise zu erhalten. In diesem Moment signalisiert ein Schuss, dass ein Schiff in Gefahr geraten ist. Alle eilen aufgeregt zum Strand (Chor und Tanz: „Who’s for the dance?“).

### Zweiter Akt
Der Vorhang geht auf: Felsiger Strand, rechts eine steil abfallende Klippe. Es ist Nacht. Wind, Wolken, verschleierter Mond, der im Laufe des Aufzuges hell leuchtet. Im Hintergrunde das Meer.
Szene 1. Jack und Avis suchen zwischen den Klippen nach dem Verräter. Der junge Jack, der schon länger für Avis schwärmt, ist von den Anstrengungen erschöpft. Avis dankt ihm mit einem Kuss. Sie werden dabei von Mark beobachtet.
Szene 2. Mark glaubt, dass sich Avis schnell über ihn hinweggetröstet hat und er ihretwegen kein schlechtes Gewissen wegen seines Verhältnisses mit Thirza zu haben braucht. Er beginnt damit, Treibholz für ein Warnfeuer zu sammeln (Ballad of the Bones: „When wilt thou give me peace“).
Szene 3. Als Mark das Feuer anzünden will, hört er Thirzas Stimme, die ihn vor den nach dem Verräter suchenden Strandräubern warnt. Er wirft die Fackel von sich. Mark und Thirza umarmen sich lange. Dann beschließen sie, trotz der Gefahr ein letztes Mal das Warnfeuer zu entfachen und anschließend zu fliehen (Song Thirza: „To love is to die“ – Duett: „Blaze fire of love“). Der gerade eintreffende Pascoe beobachtet ihre Flucht.
Szene 4 [3b]. Pascoe findet das Warnfeuer und erkennt den Verrat seiner Frau. Er bricht verzweifelt zusammen.
Szene 5 [4]. Lawrence, Harvey, Tallan, Avis und Jack finden Pascoe neben den Überresten des Feuers. Sie halten ihn für den Schuldigen.

### Dritter Akt
Die Bühne stellt das Innere einer Riesenhöhle dar, welche, sich nach hinten verengend, eine kleine Aussicht auf das Meer gewährt. Als der Vorhang aufgeht, ist die Menge, in der sich Avis und Jack befinden, im Begriff, von oben durch einen Spalt, welcher mit einem Gittertor versehen ist, in die Höhle hinunter zu steigen. Es ist frühe Morgendämmerung.
Szene 1. Die Dorfbewohner versammeln sich, um unter Lawrences Vorsitz Gericht über den vermeintlichen Verräter Pascoe zu halten. Einige fordern bereits die Todesstrafe. Avis vermutet, dass Thirza Pascoe mit okkulten Mitteln dazu verführt habe (Song: „This stranger who beguiled him“). Thirza leugnet nichts. Sie entgegnet, dass derjenige, der das Feuer entzündet habe, sein eigenes Leben riskiert habe, um Menschenleben zu retten. Die anderen halten auch Pascoe für schuldig, obwohl dieser zu den Anschuldigungen schweigt.
[Szene 2.] Da tritt Mark hervor und bekennt alles. Avis, die noch immer Gefühle für ihn hat, versucht, ihn zu retten. Sie behauptet, dass Mark die ganze Nacht in ihren Armen verbracht habe. Als Mark dies leugnet und Thirza ihre Liebe zu ihm betont, fordert Avis wie wahnsinnig, beide zu töten. Ihr Vater Lawrence stößt sie aus der Höhle, um sie zum Schweigen zu bringen. Die Versammlung verurteilt Thirza und Mark zum Tod. Sie sollen in der Höhle eingeschlossen werden und durch die ansteigende Flut ertrinken (Chor: „Closed is the court and sealed the doom“). Pascoe unternimmt noch einen Versuch, seine Frau zu retten. Thirza hat sich jedoch bereits mit ihrem Schicksal abgefunden (Song: „When the rivers upwards shall be flowing“). Sie reißt sich von ihm los, als er sie gewaltsam aus der Höhle zerren will. Schon dringen die ersten Wellen ein. Die Dorfbewohner ziehen sich Psalmen singend zurück. Dem Paar bleibt nur ein letztes Liebesduett („Love, mouth to mouth we soon shall calm be sleeping“).

## Gestaltung

### Orchester
Die Orchesterbesetzung der Oper umfasst die folgenden Instrumente:
- Holzbläser: zwei Flöten (2. auch Piccolo), zwei Oboen (2. auch Englischhorn), zwei Klarinetten (2. auch Bassklarinette), zwei Fagotte (2. auch Kontrafagott)
- Blechbläser: vier Hörner, zwei Trompeten, drei Posaunen, Tuba
- Pauken, Schlagzeug: große Trommel, Becken, kleine Trommel, Gong, Glockenspiel
- Harfe
- Streicher
- Bühnenmusik hinter der Szene: Orgel, Kanone

### Musik
Die Handlung ist durch ihren zeitlichen Verlauf vom Spätnachmittag bis zur Morgendämmerung dramaturgisch stringent und glaubwürdig. Stilistisch ist das Werk uneinheitlich. Die ersten beiden Akte sind mit Solostücken, Duetten und Ensemblesätzen nach dem herkömmlichen Prinzip der Nummernoper aufgebaut. Ansonsten ist die Oper durchkomponiert. Einige Musiknummern, beispielsweise Avis’ „Rattenlied“ im ersten Akt, sind im leichten Stil gehalten, vergleichbar mit den Couplets in den Opern Charles Gounods. Marks Musik im ersten Akt und Teile der Liebesmusik erinnern an Volkslieder, sind aber keine direkten Übernahmen. Das groß angelegte Finale des ersten Akts gemahnt an die Tableaus der Grand opéra. Abgesehen von leichten Anspielungen an den Fliegenden Holländer in der Ouvertüre und im weiteren Verlauf an den Ring des Nibelungen fehlen Referenzen an Richard Wagner und den zeitgenössischen Wagnerismus. Musikalische und inhaltliche Bezüge gibt es zur deutschen Romantik bis Hugo Wolf und Gustav Mahler. Einige Stellen, wie die Gegenüberstellung der hinter der Bühne gesungenen Kirchenmusik mit dem Bühnendialog im ersten Akt, weisen auf Benjamin Brittens Oper Peter Grimes voraus. Zu den musikalischen Höhepunkten gehören die Ouvertüre und die Schilderung des Meeres am Anfang des zweiten Akts („Auf den Klippen von Cornwall“). Die beiden Sätze waren auch als eigenständige Orchesterstücke erfolgreich. Smyth machte viel Gebrauch vom Chor, der mit seinen Massenszenen im Kontrast zu den intimeren Stellen des Liebespaares steht.

## Werkgeschichte

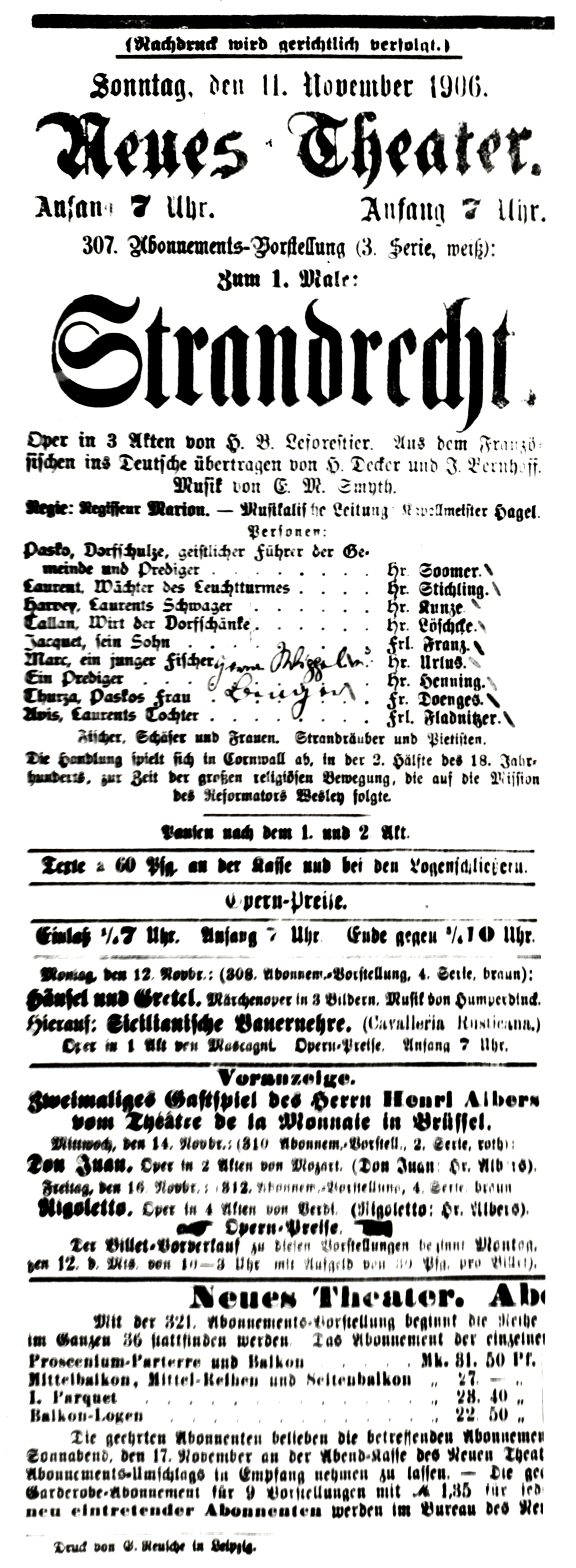
Theaterzettel der Uraufführung

The Wreckers ist nach Fantasio (1898) und Der Wald (1902) die dritte Oper der britischen Komponistin Ethel Smyth. Sie entstand in den Jahren 1903 und 1904. Das Sujet basiert auf Smyths eigenen Erinnerungen an einen Urlaub in Cornwall und den Scilly-Inseln mit ihrer Schwester und ihrem Schwager, als sie die dortigen Schmugglerhöhlen untersuchten. Besonders Piper’s Hole auf Tresco hatte einen bleibenden Eindruck hinterlassen und wurde zur Vorbild für die Szenerie des letzten Akts der Oper. Zu Beginn der Arbeit kehrte Smyth nach Cornwall zurück, um Gespräche mit den „ältesten Einwohnern“ und Geistlichen zu führen. Ihre Notizen gab sie anschließend an ihren Freund H. B. Leforestier (= Henry Bennet Brewster) weiter, mit dem sie bereits bei ihren vorangegangenen Opern zusammengearbeitet hatte. Sie stimmte dessen Wunsch zu, den Text auf Französisch zu verfassen. Zum einen war er in Frankreich aufgewachsen und zum anderen bestand die Hoffnung, dass der französische Komponist und Dirigent André Messager, damals künstlerischer Leiter des Royal Opera House Covent Garden und Direktor der Pariser Opéra-Comique, die Uraufführung übernehmen würde. Dieser Plan zerschlug sich jedoch, als sich Messager mit der für die Rolle der Thirza vorgesehenen Sängerin Emma Calvé überwarf. Da auch das Théâtre de la Monnaie in Brüssel und die Opéra de Monte Carlo in Monaco eine Produktion ablehnten, wandte sich Smyth an den deutschen Dirigenten Arthur Nikisch am Neuen Theater in Leipzig, mit dem sie seit ihren Studententagen befreundet war. Dieser akzeptierte die Oper für die folgende Spielzeit, wurde jedoch, da er sein Budget überschritten hatte, von seinem zweiten Kapellmeister Richard Hagel abgelöst.
Die Uraufführung fand am 11. November 1906 in einer deutschen Übersetzung von H. Decker and John Bernhoff am Neuen Theater in Leipzig unter dem Titel Strandrecht statt. Die musikalische Leitung hatte Richard Hagel. Für die Regie war Georg Marion verantwortlich. Die Sänger der Hauptrollen waren Luise Fladnitzer (Avis), Paula Doenges (Thurza), Walter Soomer (Pasko) und Jacques Urlus (Marc). Auf dem Theaterzettel sind weiterhin genannt: Hr. Stichling (Laurent), Hr. Kunze (Harvey), Hr. Löschcke (Tallan), Frl. Franz (Jacquet) und Hr. Henning (ein Prediger).
Erst bei der Kostümprobe stellte Smyth fest, dass Hagel entgegen vorheriger Versicherungen die Oper stark gekürzt und den dritten Akt zu einem „unverständlichen Wirrwar“ („incomprehensible jumble“) verstümmelt hatte. Obwohl die Premiere ein großer Erfolg mit sechzehn Vorhängen und Ovationen für die Komponistin war, ging sie am nächsten Morgen empört in den Orchestergraben, nahm die Partitur und die Stimmen an sich und reiste damit nach Prag, wo die nächste Produktion geplant war. Die Aufführungsreihe in Leipzig konnte daher nicht fortgesetzt werden. Die Prager Aufführung war besonders aus musikalischen Gründen ein Fehlschlag. Smyth überarbeitete die Oper anschließend zusammen mit dem Dirigenten Thomas Beecham und übersetzte den Text mit Hilfe der Dichterin und Übersetzerin Alma Strettell ins Englische. Erst diese Fassung mit dem Titel The Wreckers autorisierte Smyth ohne Einschränkungen. Sie hatte am 22. Juni 1909 in His Majesty’s Theatre in London Premiere.:19
Nachweisbare Produktionen nach der Uraufführung waren:
- 1906: Neues Deutsches Theater, Prag – Dirigent: Paul Ottenheimer; mit Betty Schubert (Avis).[1]
- 1908: Queen’s Hall, London – konzertante Aufführungen des Vorspiels zum zweiten Akt sowie der ersten beiden Akte[3]; in deutscher Sprache; Dirigent: Arthur Nikisch.[1][6]
- 22. Juni 1909: His Majesty’s Theatre, London – englische Fassung von Smyth und Alma Strettell mit dem Titel The Wreckers; sechs Aufführungen; Dirigent: Thomas Beecham, mit Mme. de Vere Sapio (Thirza), Elizabeth Amsden (Avis), John Coates (Mark) und Arthur Winckworth (Pascoe).[1][6]
- 1910: Royal Opera House Covent Garden, London – zwei Aufführungen unter den Dirigenten Bruno Walter und Thomas Beecham.[3]
- 1931: Royal Opera House Covent Garden, London – Dirigent: John Barbirolli; mit Edith Cruikshank (Thirza) und Francis Russell (Mark).[1][3]
- 1939: Sadler’s Wells, London – Dirigent: Warwick Braithwaite, Regie: Sumner Austin; mit Nora Gruhn (Avis), Edith Coates (Thirza) und John Wright (Mark).[1][3]
- 1972: Glasgow[1] und/oder Newport Festival.[6]
- 1975: Bristol.[1]
- 1982: Bradford.[1]
- 1983: Theater Hagen – deutsche Fassung mit dem Titel Strandpiraten; Dirigent: Alexander Rumpf, Bühne: Klaus Teepe.[1]
- 1984: Warwick University.[1]
- 30. September 2007: Avery Fisher Hall, New York – konzertant; Dirigent: Leon Botstein; mit Richard Cox und Kate Aldrich.[6]
- 2007: Stadttheater Gießen – Dirigent: Carlos Spierer, Inszenierung: Kristina Wuss, Bühne und Kostüme: Lukas Noll.[7]
- 2015: Bard SummerScape, Fisher Center at Bard, New York – Dirigent: Leon Botstein, Regie: Thaddeus Strassberger;[8] Videostream auf YouTube.[9]
- 2019: Lichthof Theater, Hamburg – Strandrecht, Musiktheater nach Ethel Smyth, „Verbindung von Originalmomenten am Flügel, klassischem Gesang, elektronischen Sounds und neuen Textfragmenten“; künstlerische Projektleitung und Regie: Kerstin Steeb, musikalische Leitung und Klavier: Hanne Franzen.[10]
- 2022: Glyndebourne Festival Opera – Rekonstruktion der französischen Urfassung von Martyn Bennett; Dirigent: Robin Ticciati, Regie: Melly Still, Ausstattung: Ana Inés Jabares-Pita, Choreografie: Mike Ashcroft;[11] konzertante Gastspiele in der Berliner Philharmonie[5] und in der Royal Albert Hall in London.[12]
- 2022: Houston Grand Opera – Dirigent: Patrick Summers, Regie: Louisa Muller, Bühne: Christopher Oram; mit Sasha Cooke (Thirza), Norman Reinhardt (Mark), Reginald Smith Jr. (Pascoe), Mané Galoyan (Avis) und Sun-Ly Pierce (Jack).[13]
- 2024: Badisches Staatstheater Karlsruhe – englische Fassung; Dirigent: Georg Fritzsch, Regie: Keith Warner, Bühne: Tilo Steffens.[14][15]
- 2024: Staatstheater Meiningen – „Urfassung auf Deutsch“ nach der Glyndebourne-Fassung von 2022;[15] Dirigent: Killian Farrell, Regie: Jochen Biganzoli, Bühne und Kostüme: Alexandre Corazzola.[16]

Eine erste Fassung des Klavierauszugs erschien 1906 unter dem Titel Les naufrageurs bei Breitkopf & Härtel in Leipzig mit dem Text in englischer und französischer Sprache. Zehn Jahre später gab die Universal Edition eine Neufassung mit deutschem und englischem Text heraus.

## Aufnahmen
- 1982 – David Dawson (Dirigent), Bredford Opera Group Orchestra, Bredford Opera Group Chorus.
 Studioaufnahme.
 Rare Recorded Editions 193-4 (2 LPs).[17]:17117
- 31. Juli 1994 – Odaline de la Martinez (Dirigent), BBC Philharmonic Orchestra, Huddersfield Choral Society.
 Peter Sidhom (Pascoe), David Wilson-Johnson (Lawrence), Brian Bannatyne-Scott (Harvey), Anthony Roden (Tallan), Annemarie Sand (Jack), Justin Lavender (Mark), Anne Marie Owens (Thirza), Judith Howarth (Avis).
 Live, konzertant aus London.
 Conifer CD: 75605 51250 2.[3][17]:17118
- 2015 – Leon Botstein (Dirigent), Thaddeus Strassberger (Regie), American Symphony Orchestra.
 Louis Otey (Pascoe), Michael Mayes (Lawrence), Peter Van Derick (Harvey), Dennis Petersen (Tallan), Kendra Broom (Jack), Neal Cooper (Mark), Katharine Goeldner (Thirza), Sky Ingram (Avis), Daniel Hoy (ein Mann).
 Video; live von der Bard SummerScape Opera aus dem Fisher Center at Bard in New York.
 Videostream auf YouTube.[9]
- 2022 – Robin Ticciati (Dirigent), Melly Still (Regie), Ana Inés Jabares-Pita (Ausstattung), Mike Ashcroft (Choreografie), Malcolm Rippeth (Lichtdesign), Akhila Krishnan (Videodesign), London Philharmonic Orchestra, The Glyndebourne Chorus.
 Philip Horst (Pasko), James Rutherford (Laurent), Donovan Singletary (Harvey), Jeffrey Lloyd-Roberts (Tallan), Marta Fontanals-Simmons (Jacquet), Rodrigo Porras Garulo (Marc), Karis Tucker (Thurza), Lauren Fagan (Avis).
 Video; erste Aufführung in der französischen Originalsprache.
 Videostream bei Glyndebourne Encore.[11]
- 24. Juli 2022 – Robin Ticciati (Dirigent), London Philharmonic Orchestra, The Glyndebourne Chorus.
 Besetzung wie bei der Videoübertragung aus Glyndebourne.
 Live aus der Royal Albert Hall in London, in französischer Sprache.
 Radioausstrahlung beim ARD-Radiofestival am 27. August 2022.[12]

## Digitalisate
- Musikalische Analyse und Libretto (englisch), 1909. Digitalisat im Internet Archive
- Klavierauszug, 1916. Digitalisat im Internet Archive